# سبزپوشان (نیشابور)
Th 

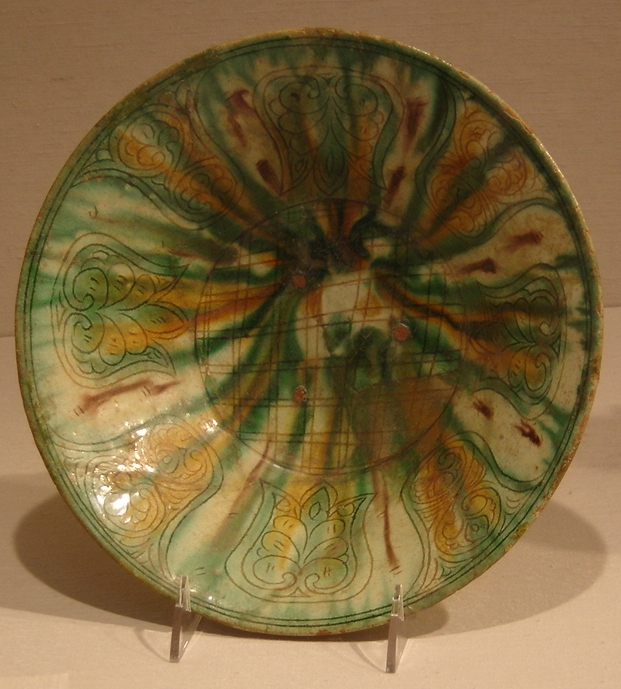
جام علویان. در بخش سبزپوشان نیشابور کشف شده‌است و متعلق به سده نهم تا دهم میلادی است. واقع در موزه متروپولیتن نیویورک.

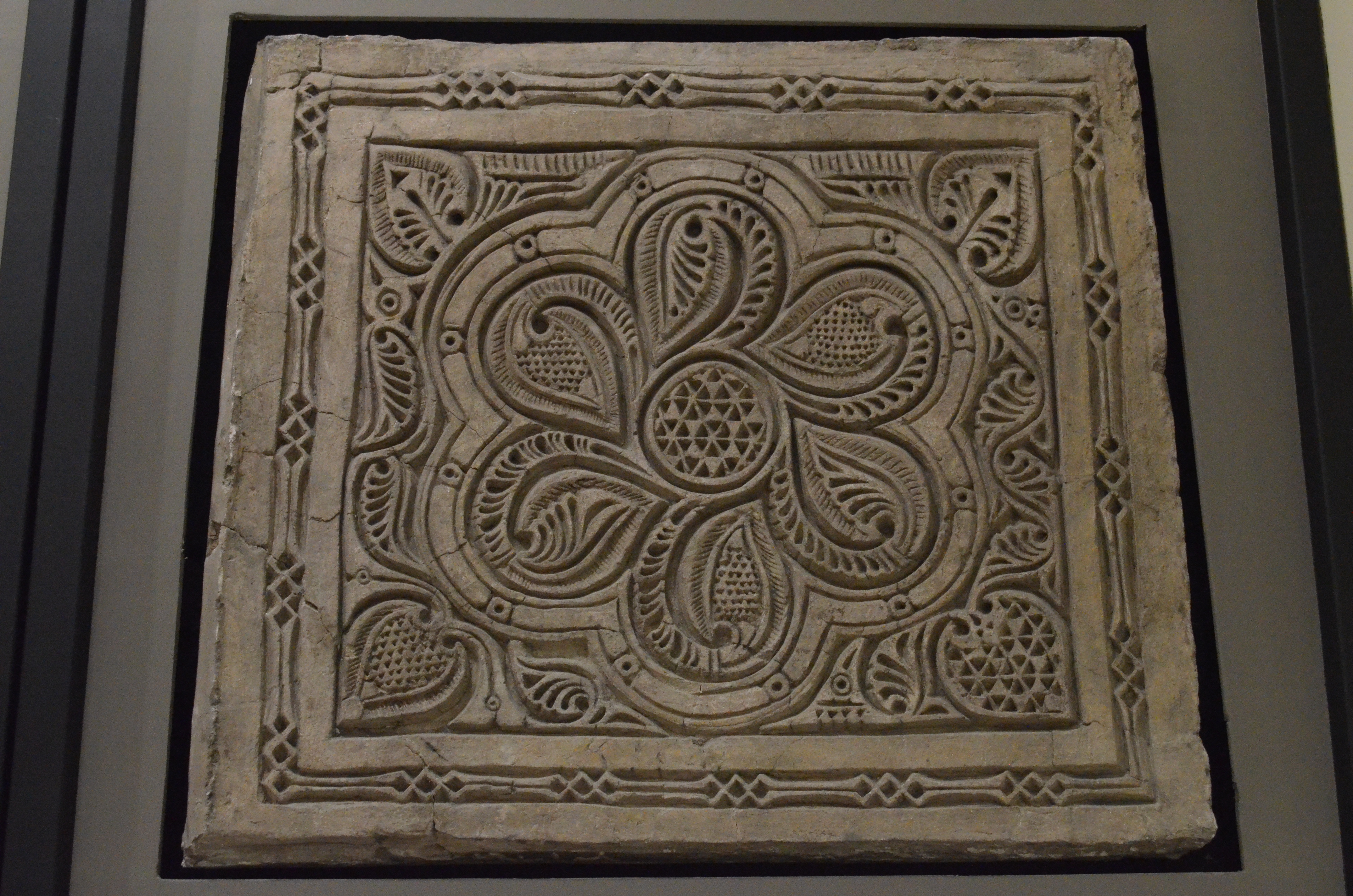
گچ‌بُری یافت‌شده در تپهٔ سبزپوشان؛ واقع در موزه دوران اسلامی.

تپه تاریخی سبز پوشان در منطقه باستانی شهر کهن نیشابور واقع شده که تمامی این محوطه به شماره ۲۸۶۹ در مورخ ۱۶آبان سال ۷۹ در فهرست آثار ملی ایران به ثبت رسیده‌است. این منطقه یکی از مراکز باستان‌شناسی در نیشابور است.